# Municipio de Kickapoo (Illinois)
El municipio de Kickapoo (en inglés: Kickapoo Township) es un municipio ubicado en el condado de Peoria en el estado estadounidense de Illinois. En el año 2010 tenía una población de 7158 habitantes y una densidad poblacional de 86,14 personas por km².

## Geografía
El municipio de Kickapoo se encuentra ubicado en las coordenadas 40°44′46″N 89°41′59″O / 40.74611, -89.69972. Según la Oficina del Censo de los Estados Unidos, el municipio tiene una superficie total de 83.09 km², de la cual 82.91 km² corresponden a tierra firme y (0.23%) 0.19 km² es agua.

## Demografía
Según el censo de 2010, había 7158 personas residiendo en el municipio de Kickapoo. La densidad de población era de 86,14 hab./km². De los 7158 habitantes, el municipio de Kickapoo estaba compuesto por el 84.24% blancos, el 4.14% eran afroamericanos, el 0.11% eran amerindios, el 9.11% eran asiáticos, el 0.01% eran isleños del Pacífico, el 0.5% eran de otras razas y el 1.89% pertenecían a dos o más razas. Del total de la población el 1.94% eran hispanos o latinos de cualquier raza.